# Cañón (arma de fuego)

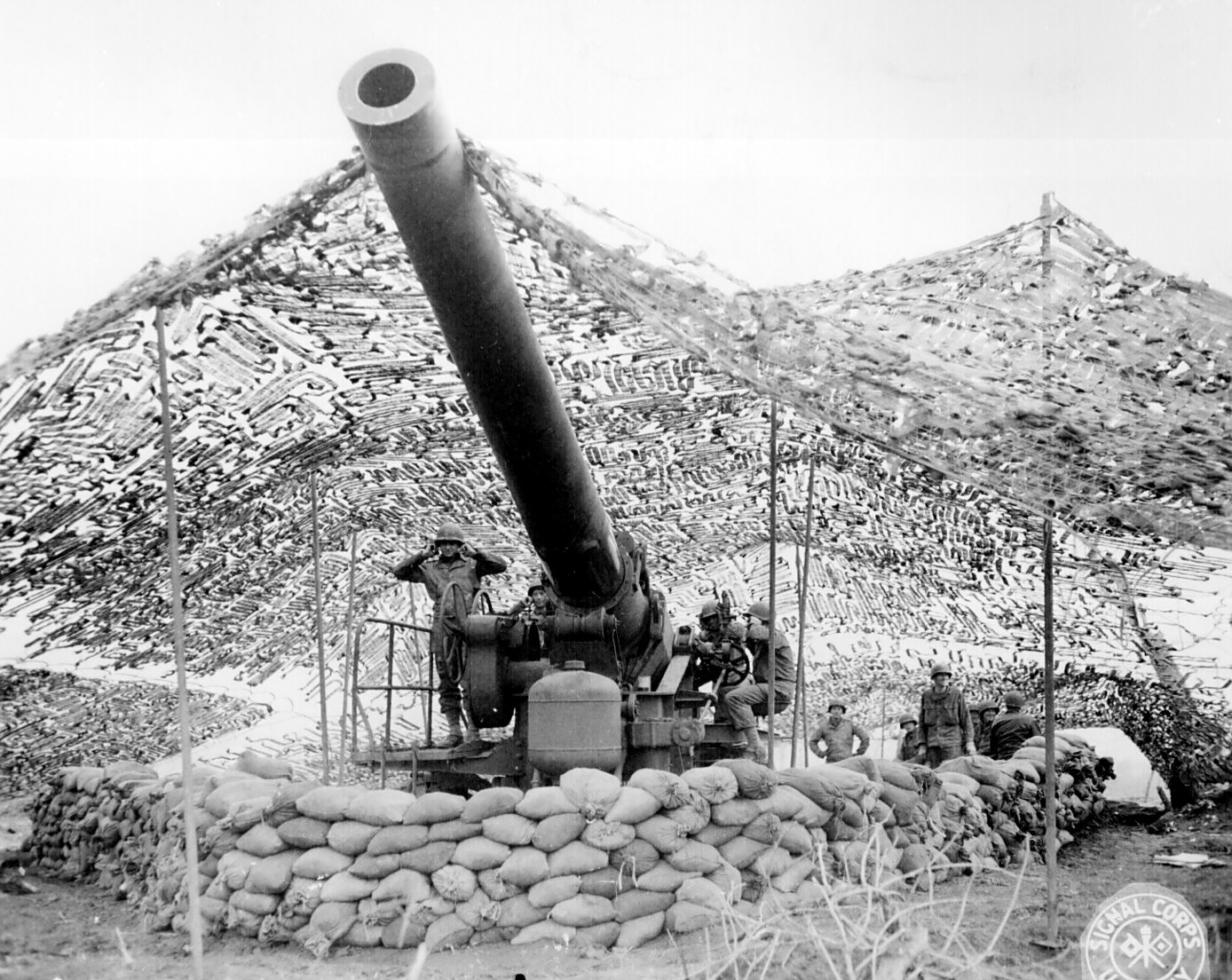
Apuntando un obús estadounidense de 240 mm en 1944.

El cañón de un arma de fuego es usualmente un tubo metálico en el interior, del cual tiene lugar una explosión controlada o rápida expansión de gases a fin de propulsar un proyectil a alta velocidad por su extremo abierto.
Las primeras armas de fuego se hicieron en una época donde la metalurgia no estaba lo suficientemente desarrollada como para vaciar tubos capaces de resistir la fuerza explosiva de los primeros cañones, por lo que el tubo (frecuentemente construido con bandas metálicas) necesitaba ser periódicamente zunchado en toda su longitud, haciendo que se parezca a un barril de almacenaje.

## Construcción

Ánima lisa
Estriado, A = diamentro entre campos, B = diámetro entre fondos
Poligonal

Los cañones de las armas de fuego modernas son de construcción y apariencia compleja. Un cañón debe ser capaz de contener los gases producidos por la carga propulsora a fin de asegurar que la bala u obús alcancen una velocidad de boca óptima al ser impulsados al exterior por los gases en expansión.[cita requerida] Las primeras armas de fuego eran principalmente de avancarga (se cargaban por la boca del cañón en lugar de por la recámara), lo cual era un procedimiento lento y complicado, resultando en una baja cadencia de disparo. La retrocarga ofrece una mayor cadencia de disparo, pero a las primeras armas de retrocarga les faltaba un método efectivo de sellar los gases que se fugaban por la recámara y tenían una baja velocidad de boca. Durante el siglo XIX se inventaron cerrojos mecánicos efectivos que permitieron recargar desde la recámara, al mismo tiempo que la sellaban eficazmente y evitaban la fuga de los gases del disparo.
Los cañones de las armas de fuego principalmente están hechos de metal. Los chinos, inventores de la pólvora, empleaban bambúes como cañones en sus primeras armas de fuego. El cañón de las primeras armas de fuego europeas estaba hecho de hierro forjado, por lo general varias bandas de metal situadas dentro de aros de hierro forjado y después soldadas hasta obtener un cilindro hueco. Los chinos fueron los primeros en fabricar cañones de hierro fundido. El bronce y el latón eran metales preferidos por los armeros, principalmente por su facilidad de fundición y su habilidad de soportar la corrosión producida por la combustión de la pólvora. Los primeros cañones eran sumamente gruesos para el calibre de sus proyectiles. Los primeros defectos de fabricación (como burbujas de aire atrapadas en el metal) fueron factores clave en varias explosiones de cañones; los gases en expansión fueron demasiado para el débil cañón, haciendo que explote y se rompa en mortales fragmentos.[cita requerida]

## Pequeño calibre

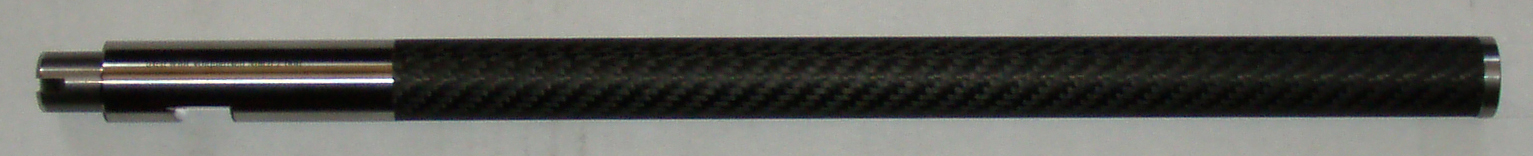
Cañón Volquartsen de fibra de carbono para un fusil Ruger 10/22 calibre .17 HM2.

El término «pequeño calibre» generalmente hace referencia a aquellas armas de calibre 7,5 mm (0.299 pulgadas) o menor. Generalmente son empleadas para tiro al blanco o cacería de piezas pequeñas. 